# بديعة بنت علي بن الحسين
بديعة بنت علي بن الحسين (20 آذار/مارس 1920 - 9 أيار/مايو 2020)، أميرة عراقية من العائلة العراقية المالكة للمملكة العراقية، ابنة الملك علي بن الحسين آخر ملوك المملكة الحجازية الهاشمية، وحفيدة الشريف الحسين بن علي ملك العرب وقائد الثورة العربية الكبرى، وابنة أخ الملك فيصل الأول، أول ملوك العراق. وابنة أخ الملك عبد الله الأول، ملك ومؤسس المملكة الأردنية الهاشمية. وشقيقة الملكة عالية زوجة الملك غازي ثاني ملوك العراق، وشقيقة الأمير عبد الإله الذي كان وصيًا على عرش الملك فيصل الثاني، وهي والدة الشريف علي بن الحسين بن علي بن عبد الله، المطالب بإعادة الحكم الملكي في العراق.

## حياتها

### نشأتها
ولدت في دمشق عام 1920 م وعاشت ست سنين فيها، قالت الأميرة بديعة "وصلَ أهلي دمشق بالقطار وتشاء الأقدار بعد أسبوعين فقط من مبايعة عمي الملك فيصل الأول ملكاً على سورية أن أُولَدَ في بيته يومَ السبت، العشرين من شهر آذار (مارس) من عام 1920"، وقالت "يبدو أن مساعٍ دبلوماسية حثيثة قامت بها حكومة المملكة العربية السعودية مع حكومة الانقلاب من وراء الكواليس هدَفَت إلى تأمين إخراجنا من سفارتها (وبالتالي من العراق) بأمان إلى بلد آخر، لمسنا ذلك الحرص من خلال الدور الذي لعبه "إبراهيم السويّل" ببغداد. خشيتُ أن يتقرر تسفيرنا إلى إحدى دولتين (سورية أو مصر) فيُحرجنا عبد الناصر فيها لأن هاتين الدولتين كانتا في وَحدة وقتذاك ومذكور في جواز سفري الملكي بأني من مواليد دمشق عام 1920م، ما سيبرر لعبد الناصر حجزه لنا كوني إحدى رعايا دولة الوحدة، ولهذا عندما سأَلَنا السفير السعودي ما إذا كان بحوزتنا جوازات سفر أم لا؟ أجبنا: كلا، زوّدونا بجواز سفر عراقي جديد...ذكرتُ فيه بأني من مواليد المدينة المنورة عام 1922م وهو ما يزال إلى اليوم يحمل تلك الولادة المزوّرة"، ثم انتقلت مع أسرتها إلى العراق. فوالدها علي بن الحسين ملك الحجاز السابق ووالدتها الملكة نفيسة نشأت في بيت والدها المخلوع من عرش الحجاز في بغداد مع إخوانها فشقيقها عبد الإله أصبح وصيًا على عرش ابن أخته الملك فيصل الثاني بعد مقتل والده الملك غازي ابن عمها وزوج أختها الملكة عالية . وشقيقتها الكبرى هي الأميرة عابدية مربية الملك فيصل الثاني بعد وفاة والدته ولها شقيقة أخرى هي الأميرة جليلة .

### حادثة قصر الرحاب
نجت الأميرة بديعة من الحادثة التي أوقعها الجيش العراقي  بالعائلة الهاشمية في قصر الرحاب إثر حركة 14 تموز 1958 إذ لم تكن في القصر حين أقدم الثوار على قتل  فيصل غازي وأفراد أسرته. مما حدا بها للجوء إلى السفارة السعودية في بغداد، والتي أمنت لها خروجا آمنا بالطائرة من بغداد إلى القاهرة برفقة زوجها وأبنائها. أمضت بعض الوقت في مصر ومن ثم انتقلت إلى سويسرا وبعدها إلى المملكة المتحدة.

## حياتها الخاصة

### نسبها
هي بديعة بنت علي بن حسين بن علي بن محمد بن عبد المعين بن عون بن محسن بن عبد الله بن الحسين بن عبد الله بن الحسن بن محمد أبو نمي الثاني بن بركات بن محمد بن بركات بن الحسن بن عجلان بن رميثة بن محمد أبو نمي الأول بن الحسن بن علي الأكبر بن قتادة بن ادريس بن مطاعن بن عبد الكريم بن عيسى بن الحسين بن سليمان بن علي بن عبد الله بن محمد الثائر بن موسى الثاني بن عبد الله الرضى بن موسى الجون بن عبد الله المحض بن الحسن المثنى بن الحسن بن علي بن أبي طالب الحسني الهاشمي القرشي.

### زواجها وأسرتها
ذكرت بديعة في كتابها (مذكرات وريثة العروش) جنسية زوجها حسين فقالت "تجنّسَ الشريف حسين بالجنسية العراقية يوم تقدم لخطبتي نزولاً عند رغبة أخي عبد الإله حيث كان الأمير يفضل تزويجنا بعراقيين أو ممن يحملون الجنسية العراقية".
فتزوجت في عام 1950 من الشريف الحسين بن علي بن عبد الله ولها من الأبناء:
- محمد
- عبد الله.
- علي (1956-2022).[6]

## وفاتها
تُوفيت الأميرة بديعة في بريطانيا يوم السبت 9 مايو (أيار) 2020.

## أعمالها الأدبية
- «مذكرات وريثة العروش» تروي الأميرة فيه سيرة أهلها من ملوك وملكات الشام والحجاز والأردن والعراق. [8]

## وصلات خارجية
- لقاء تلفزيون خاص للاميرة بديعة على يوتيوب
- مذكرات وريثة العروش  على موقع غودريدز